# Plagionite
La plagionite (simbolo IMA: Pgi) è un raro minerale del gruppo della plagionite appartenente alla famiglia dei "solfuri e solfosali" con composizione chimica Pb5Sb8S17.

## Etimologia e storia
La plagionite è stata chiamata in questo modo nel 1833 da Gustav Rose; il nome deriva dal greco πλάγιος ('plagios', obliquo) che allude all'habitus obliquo dei cristalli.

## Classificazione
La classica nona edizione della sistematica dei minerali di Strunz, aggiornata dall'Associazione Mineralogica Internazionale (IMA) fino al 2009, elenca la plagionite nella classe "2. Solfuri e solfosali" e nella sottoclasse "2.H Solfosali di archetipo SnS"; questa viene più finemente suddivisa in base alla composizione del minerale in modo tale che la plagionite possa essere trovata nella sezione "2.HC Con solo Pb"dove è l'unico membro del sistema nº 2.HC.10.b.
Tale classificazione viene mantenuta anche nell'edizione successiva, proseguita dal database "mindat.org" e chiamata Classificazione Strunz-mindat.
Nella Sistematica dei lapis (Lapis-Systematik) di Stefan Weiß la plagionite si trova nella classe dei "solfuri e solfosali (solfuri, seleniuri, tellururi, arseniuri, antimoniuri, bismutidi)" e nella sottoclasse dei "solfosali (S : As,Sb,Bi = x)"; qui è nella sezione dei "solfosali di piombo con Sb (x=3,0 - 1,9)" dove forma il sistema nº II/E.21 insieme a chovanite, eteromorfite, fülöppite, rayite e semseyite.
Anche la classificazione dei minerali secondo Dana, utilizzata principalmente nel mondo anglosassone, elenca la plagionite nella famiglia dei "solfuri e solfosali"; qui è nella classe dei "solfosali" e nella sottoclasse dei "solfosali con rapporto 2,0 < z/y < 2,49 e composizione (A+)i(A2+)j[ByCz], A = metalli, B = semimetalli, C = non metalli" all'interno della quale forma il "gruppo della fülöppite (monoclino: C2/c contiene Pb, Sb)" con il numero di sistema 3.6.20 insieme a fülöppite, eteromorfite, semseyite e rayite.

## Abito cristallino
La plagionite cristallizza nel sistema monoclino con il gruppo spaziale C2/c (gruppo nº 15) con i parametri reticolari a = 13,4857(8) Å, b = 11,8656(4) Å, c = 19,9834(7) Å e β = 107,168(4)°, oltre ad avere 4 unità di formula per cella unitaria.

## Origine e giacitura
La plagionite è stata trovata in depositi di vene idrotermali in paragenesi con andorite, boulangerite, cassiterite, franckeite, galena, geocronite, pirite, robinsonite, semseyite, twinnite e zinkenite.
Il minerale è presente in svariati siti sparsi per il mondo, ma complessivamente in quantità modeste, quindi è un minerale piuttosto raro. La miniera di "Graf Jost-Christian" (51.55306°N 11.08611°E) presso Sangerhausen in Sassonia-Anhalt è la sua località tipo, anche se si contano diversi ritrovamenti in altri siti della Germania.
In Italia è stata trovata solo a Bergeggi (in Liguria), mentre altri luoghi, solo per citarne alcuni, sono il distretto minerario di Laurio (Grecia), Brioude, Issoire e Pontivy (Francia), Bad Sankt Leonhard im Lavanttal (Austria), la miniera di antimonio di "Goesdorf" nel Cantone di Wiltz (Lussemburgo).
Fuori dall'Europa, sempre per citare solo alcuni luoghi, la plagionite è stata trovata negli Stati Uniti, Messico, Bolivia, Perù, Russia e Cina.

## Forma in cui si presenta in natura
La plagionite si presenta in cristalli spessi, fino a 1 cm, tabulari su {001},
con numerosi prismi e pinacoidi ben sviluppati; possono essere prismatici lungo [201] o striati parallelamente a [110], ma anche massicci, da granulari a compatti.
Il minerale è opaco con lucentezza metallica e colore grigio-piombo nerastro; il colore del suo striscio sulla mattonella di prova va dal grigio-piombo nerastro al marrone-rosso scuro.